# 戴韫
戴韫（1977年11月22日—），江苏南京人，中国退役女子羽毛球运动员。

## 簡歷
戴韫8岁开始接受正规训练，1992年进入中国国家羽毛球队，主攻单打，在1999年曾排名世界第一。她是1998年、2000年、2002年三届尤伯杯冠军的主力成员，并曾在1999年和2000年两度获得全英羽毛球公开赛女单亚军。1999年，她在世界羽毛球锦标赛女单决赛的决胜局中一分惜败于卡米拉·马丁，失去了成为世界冠军的最佳机会。她还曾获得1999年中华台北、马来西亚、泰国公开赛女单冠军，2000年瑞士公开赛女单冠军和2003年泰国公开赛女单冠军。
悉尼奥运会上，戴韫在半决赛和铜牌争夺战中先后负于卡米拉·马丁和叶钊颖，此后再无突出战绩。
2005年10月，戴韫代表江苏队參加十运会羽毛球比赛。她在十运会之后退役，同時在南京大学读书，所读的是新闻专业。

### 退役生活
2004年，戴韫与羽毛球世界冠军劉永领取了结婚证，並於2006年5月12日舉辦婚礼，由南京体育学院院长华洪兴擔任证婚人；二人其後誕下一名女儿。
戴韫现在于江苏省人力资源与社会保障厅担任要职。

## 主要比賽成績
只列出曾進入準決賽的國際賽事成績：
| 年份   | 賽事                   | 項目     | 成績   |
| ------ | ---------------------- | -------- | ------ |
| 2001年 | 世界羽毛球大獎賽總決賽 | 女子單打 | 準決賽 |
| 2003年 | 亞洲羽毛球錦標賽       | 女子單打 | 季軍   |

### 奧運會和世錦賽參賽紀錄
|          | 1999 | 2000   | 2001 |
| -------- | ---- | ------ | ---- |
| 女子單打 | 亞軍 | 第四名 | 8強  |